# Jim Ronny Andersen
Jim Ronny Andersen (født 4. maj 1975 i Songdalen) er en norsk badmintonspiller. Han repræsenterer Kristiansand Badmintonklubb. 
Andersen har vundet single i Norgemesterskaberne i badminton fem gange, double fire ganger, og han har tre sejre i mixed double. Han deltog under sommer-OL for Norge i 2004 i Athen hvor han kom frem til 16. delsfinalen og kom dermed på en delt 9. plass. 

## Links
- Profil på Sports-reference.com Arkiveret 30. november 2009 hos  Wayback Machine
- Mesterkabs vindere i NM i badminton